# Willkommia
Genre
Synonymes
- Willbleibia Herter[2]

Willkommia est un genre de plantes monocotylédones de la famille des Poaceae, sous-famille des Chloridoideae, originaire d'Afrique australe et d'Amérique du Nord, qui comprend quatre espèces acceptées.
Ce sont des plantes herbacées, annuelles  ou vivaces, stolonifères pour certaines, aux tiges décombantes de 20 à 60 cm de long. Les inflorescences sont composées de plusieurs racèmes.

## Liste d'espèces
Selon The Plant List (2 juin 2018) :
- Willkommia annua Hack.
- Willkommia newtonii Hack.
- Willkommia sarmentosa Hack.
- Willkommia texana Hitchc.